# Sonora (Kalifornien)
Sonora ist eine Stadt im US-Bundesstaat Kalifornien mit 5003 Einwohnern (Stand: 2020). Sie liegt im Tuolumne County und bildet dessen Verwaltungssitz (County Seat).

## Geographie und Lage
Die Stadt liegt in den westlichen Ausläufern der Sierra Nevada, zwischen dem Central Valley und dem Stanislaus National Forest. Einige Kilometer westlich liegt der Stausee New Melones Lake, der durch den New Melones Dam, einen der 70 höchsten Staudämme der Welt, gestaut wird. Mit seiner Lage im Tuolumne County bildet Sonora das „Heart of Gold Country“ („Herz des Goldlandes“).

## Geschichte
Benannt wurde sie von aus dem mexikanischen Sonora stammenden Siedlern, die im Zuge des Goldrausches nach Kalifornien kamen. Das genaue Stadtgründungsdatum wird mit 1848 angegeben.

## Infrastruktur
Sonora weist einen enormen historischen Charme mit Gebäuden aus dem 19. Jahrhundert auf. Viele Galerien und Theater sind in Sonora vertreten. Nach den Metropolen Los Angeles und New York gilt das Städtchen als das mit den meisten Filmaufnahmen der USA, über 300 Filme wurden hier gedreht.
Die Stadt liegt an der California State Route 49, welche von Norden nach Süden verläuft und an der California State Route 108, welche von Westen nach Osten über den Sonora Pass über das Gebirge führt.

## Söhne und Töchter der Stadt
- Jenny O’Hara (* 1942), Schauspielerin
- Dan Pastorini (* 1949), American-Football-Spieler
- Vaughn Armstrong (* 1950), Schauspieler
- Rocco Prestia (1951–2020), Bassist
- Kyle Rasmussen (* 1968), Skirennläufer
- Brooke Haven (* 1979), Pornodarstellerin
- Katie Stuart (* 1984), Schauspielerin
- Ross Dwelley (* 1995), American-Football-Spieler
- Keely Cashman (* 1999), Skirennläuferin